# Алексий (Елисеев)
Епи́скоп Алекси́й (в миру Алекса́ндр Емелья́нович Елисе́ев; 3 мая 1969, посёлок Шача, Бондарский район, Тамбовская область) — архиерей Русской православной церкви, епископ Галичский и Макарьевский.

## Биография
С 1976 по 1986 годы обучался в средней школе. Поступил на агрономический факультет Плодоовощного института имени И. В. Мичурина в городе Мичуринск Тамбовской области, который окончил в 1990 году.
С 1990 по 1995 год работал в государственных и коммерческих структурах главным агрономом и ведущим специалистом районного управления сельского хозяйства, возглавляя селекционное хозяйство в несколько тысяч гектаров.
В середине 1990-х годов приехал на Валаам помочь монахам возрождать монастырский сад. Принял крещение и решил остаться здесь. В 1996 году зачислен в братию Спасо-Преображенского Валаамского ставропигиального монастыря и назначен на послушание агронома обители и занялся возрождением пришедших в полный упадок некогда знаменитых валаамских монастырских садов. «Окончательно сады переданы нам в 1996 году в очень запущенном виде. Вспоминаю ту весну. За два месяца мы вывезли около двадцати тракторных тележек мусора из Нижнего сада и пятнадцать из Верхнего! Можете себе представить, как выглядели сады… О состоянии деревьев я просто не говорю: часто поломанные, больные, сплошь в древесных сорняках, в дуплах». Благодаря во многом его стараниям ожили самые северные монастырские сады России.
В 2000 году архимандритом Панкратием (Жердевым) пострижен в мантию с наречением имени Алексий в честь святителя Алексия, митрополита Московского.
В октябре 2000 года назначен келарем монастыря с совмещением несения послушания агронома.
В феврале 2003 года был переведён на Санкт-Петербургское подворье Валаамского монастыря с назначением на послушание помощника игумена Валаамского монастыря по землеустройству и делам собственности. Служил на подворье ризничим, а затем благочинным. Параллельно с основными послушаниями занимался организацией молодёжных христианских лагерей «Синдесмос».
В 2004 года прослушал курс дипломатического протокола и этикета.
27 февраля 2005 года архиепископом Петрозаводским и Карельским Мануилом (Павловым) рукоположён во иеродиакона.
С 2005 по 2010 год на Санкт-Петербургском подворье Валаамского монастыря вел катехизаторские курсы для прихожан.
В 2009 году окончил Костромскую духовную семинарию, защитив дипломную работу на тему «Вопросы истории Спасо-Преображенского Валаамского монастыря в период с 1900 по 1940 гг.»
7 апреля 2010 года епископом Троицким Панкратием (Жердевым) рукоположён во иеромонаха.
30 июня 2010 года указом Патриарха Кирилла был направлен в Русскую Духовную Миссию в Иерусалиме для служения на Свято-Троицкий монастырь святых праотец Авраама и Сарры в Хевроне, который он стремился преобразовать в полноценный мужской монастырь: «Здесь могло бы жить, исходя из возможностей здания и участка, минимум восемь-двенадцать, максимум — пятнадцать-двадцать человек. Тогда можно будет наладить нормальную уставную монашескую жизнь, с ежедневным правилом, с келейным чтением и т. д. Это было бы самым лучшим. Количество земли позволяет: 9 гектаров всё-таки сохранилось из прежних 11. Реально наладить полноценную хозяйственную деятельность, с тем чтобы в дальнейшем существовать за счёт своих собственных ресурсов. Посадить оливы, виноград; может быть, со временем, можно будет делать своё вино».
Занимался созданием сада библейских растений, который должен был включать в себя более 120 видов растений, упоминаемых в Ветхом и Новом Заветах. Вёл работы по консервации Мамврийского дуба от гниения.

### Архиерейство
27 декабря 2016 года решением Священного синода был избран епископом Галичским и Макарьевским. 28 декабря в храме Всех святых, в земле Русской просиявших, Патриаршей и Синодальной резиденции Данилова монастыря в Москве был возведён в сан архимандрита митрополитом Варсонофием (Судаковым). 30 декабря в храме Всех святых, в земле Российской просиявших, Патриаршей и Синодальной резиденции в Даниловом монастыре города Москвы наречён во епископа Галичского и Макарьевского.
В январе 2017 года посетил свою епархию, где состоялось его знакомство с руководством города, руководителями предприятий и общественностью.
15 февраля 2017 года в храме преподобного Серафима Саровского в Раеве хиротонисан во епископа Галичского и Макарьевского. Хиротонию совершили патриарх Московский и всея Руси Кирилл, митрополит Волоколамский Иларион (Алфеев), митрополит Костромской и Нерехтский Ферапонт (Кашин), епископ Троицкий Панкратий (Жердев), епископ Егорьевский Тихон (Шевкунов), епископ Каскеленский Геннадий (Гоголев), епископ Воскресенский Савва (Михеев).
25 августа 2020 года утверждён священноархимандритом Свято-Троицкого Макариево-Унженского мужского монастыря города Макарьева Костромской области.
24 сентября 2021 года назначен игуменом Свято-Покровского Авраамиево-Городецкого мужского монастыря села Ножкино Костромской области

## Награды
- 2011 — набедренник
- 2014 — наперсный крест
- Орден Преподобного Серафима Саровского III степени (18 июля 2019 года) — во внимание к усердным архипастырским трудам и в связи с 50-летием со дня рождения[18]